# Etournel et défilé de l'Ecluse
Etournel et défilé de l'Ecluse este o arie protejată (arie de protecție specială avifaunistică — SPA) din Franța întinsă pe o suprafață de 318 ha, integral pe uscat.

## Localizare
Centrul sitului Etournel et défilé de l'Ecluse este situat la coordonatele 46°07′41″N 5°55′03″E / 46.12806°N 5.9175°E.

## Înființare
Situl Etournel et défilé de l'Ecluse a fost declarat arie de protecție specială avifaunistică în baza directivei 79/409 din 1979 referitoare la conservarea păsărilor sălbatice pentru a proteja 27 de specii de animale.

## Biodiversitate
Situată în ecoregiunea continentală, aria protejată nu include niciun habitat protejat.
La baza desemnării sitului se află mai multe specii protejate de  păsări (27): pescăruș albastru (Alcedo atthis), rață sulițar (Anas acuta), rață lingurar (Anas clypeata), rață pitică (Anas crecca), rață fluierătoare (Anas penelope), rață mare (Anas platyrhynchos), rață cârâitoare (Anas querquedula), rață pestriță (Anas strepera), acvilă de munte (Aquila chrysaetos), rață-cu-cap-castaniu (Aythya ferina), rața moțată (Aythya fuligula), buhai de baltă (Botaurus stellaris), Bucephala clangula, barză albă (Ciconia ciconia), șerpar (Circaetus gallicus), egretă albă (Egretta alba), egretă mică (Egretta garzetta), șoim călător (Falco peregrinus), ferestraș mic (Mergus albellus), ferestrașul mare (Mergus merganser), gaia neagră (Milvus migrans), gaia roșie (Milvus milvus), rață cu ciuf (Netta rufina), stârc de noapte (Nycticorax nycticorax), viespar (Pernis apivorus), bătăuș (Philomachus pugnax), chiră de baltă (Sterna hirundo).
Pe lângă speciile protejate, pe teritoriul sitului au mai fost identificate 2 specii de păsări.